# Mrčevci
Mrčevci (cyr. Мрчевци) – wieś w Bośni i Hercegowinie, w Republice Serbskiej, w gminie Laktaši. W 2013 roku liczyła 680 mieszkańców.